# Église Saint-Nicolas-de-Pyji de Moscou
L'église Saint-Nicolas-de-Pyji (en russe : Храм святи́теля Никола́я в Пыжа́х) est une église orthodoxe de l'éparchie de Moscou en Russie ; un édifice de l'architecture de la seconde moitié du XVIIe siècle.
Il est situé dans le raïon de l'okroug de Zamoskvoretche au n°27/6 rue Bolchaïa Ordynka (entre la rue Bolchaïa Ordynka et la rue Malaïa Ordynka). 

## Histoire

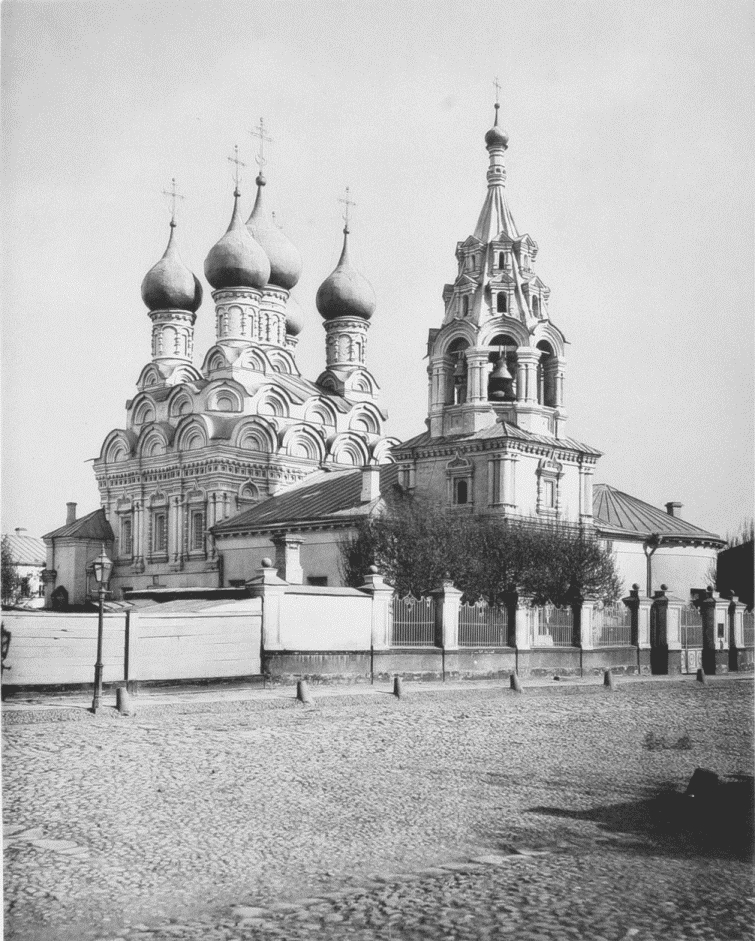
Photo de l'église datant de 1882 par Nikolaï Naïdonov

Une précédente église en bois a été fondée vers 1593, vraisemblablement en même temps que la création d'une sloboda de streltsy. Dans la seconde moitié du XVIIe siècle, le régiment local des streltsys était commandé par Bogdan Pyjov qui a donné son nom au quartier, à la ruelle et à l'église Pyjevski (forme adjectivale) ou Pyji. La construction du bâtiment principal date, selon certaines sources de 1657, selon d'autres de 1672. En 1691, une chapelle est ajoutée en l'honneur d'Antoni et de Féodocie Petcherski et de Saint-Nicolas, auquel on a accolé le qualificatif de Pyji. Après les dévastations de la campagne de Russie de Napoléon Bonaparte, en 1812, l'église a été restaurée à partir de 1848, grâce aux dons des marchands Liaminy.
L'église est fermée durant la période stalinienne en 1934, le dernier confesseur avant cette fermeture étant Gabriel (Igochkine, 1888—1959). Elle n'est rentrée en possession de l'église orthodoxe de Russie qu'en 1990 et rendue au culte en 1991. L'iconostase contemporaine est due à N Klimenko; dans la chapelle Nikolski, la peinture du XIXe siècle est l'œuvre de A. Sokolov.

## Architecture
Le clocher avec son chatior et son arc à clé pendue fait partie des meilleurs exemples de l'architecture moscovite. Des rangées de kokochniks sont étagées autour des cinq coupoles typiques. Adjacents à la nef, la trapeznaïa et le clocher sont disposés le long de celle-ci comme cela commençait à se faire dans la seconde moitié du XVIIe siècle. Sous l'entablement, de riches décorations en briques encadrent les chambranles des fenêtres. Selon Véra Traimond, il s'agit d'une des églises épigones de celle de la Sainte Trinité de Nikitniki.

## Photographies

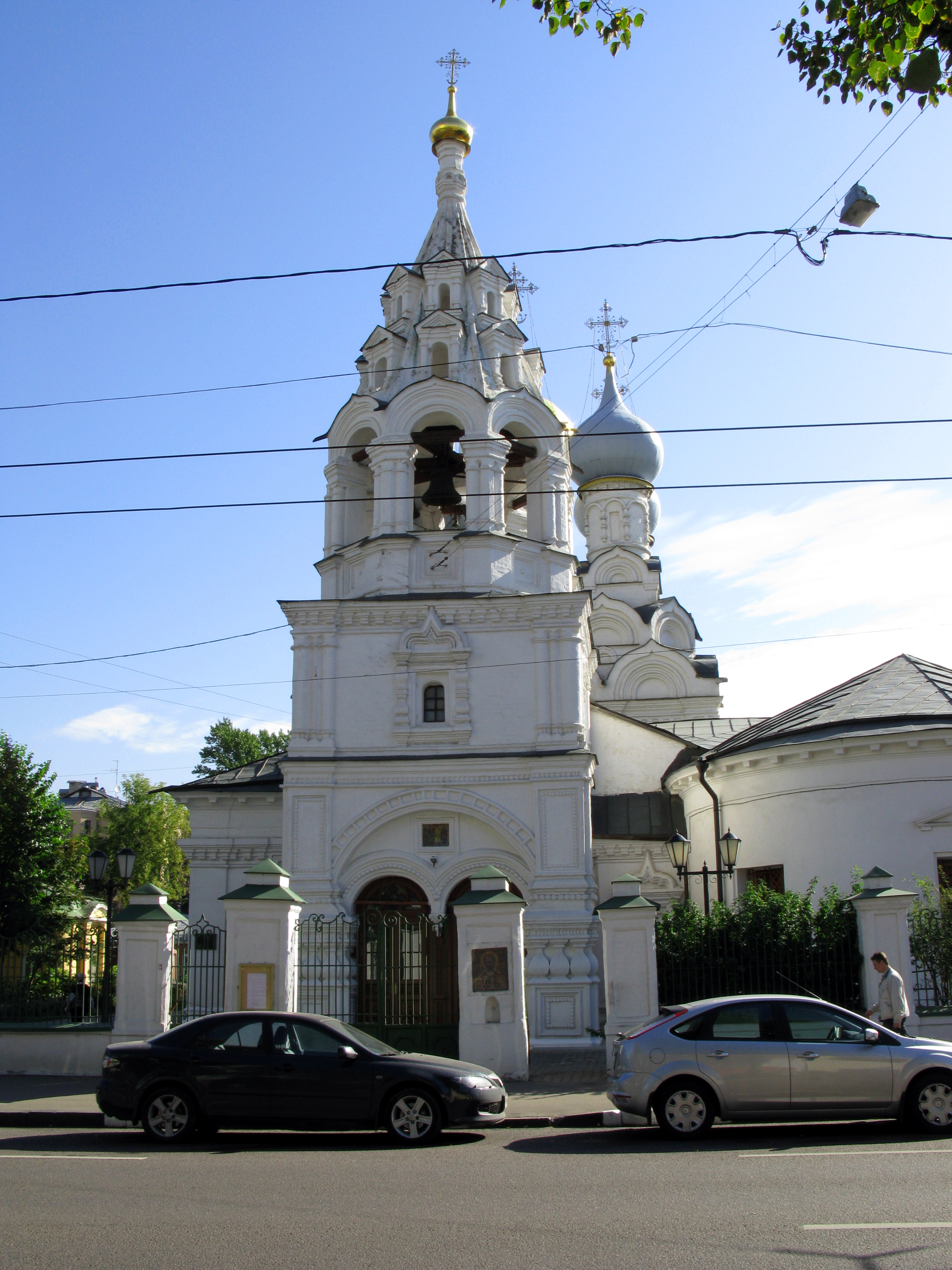
église Saint-Nicolas
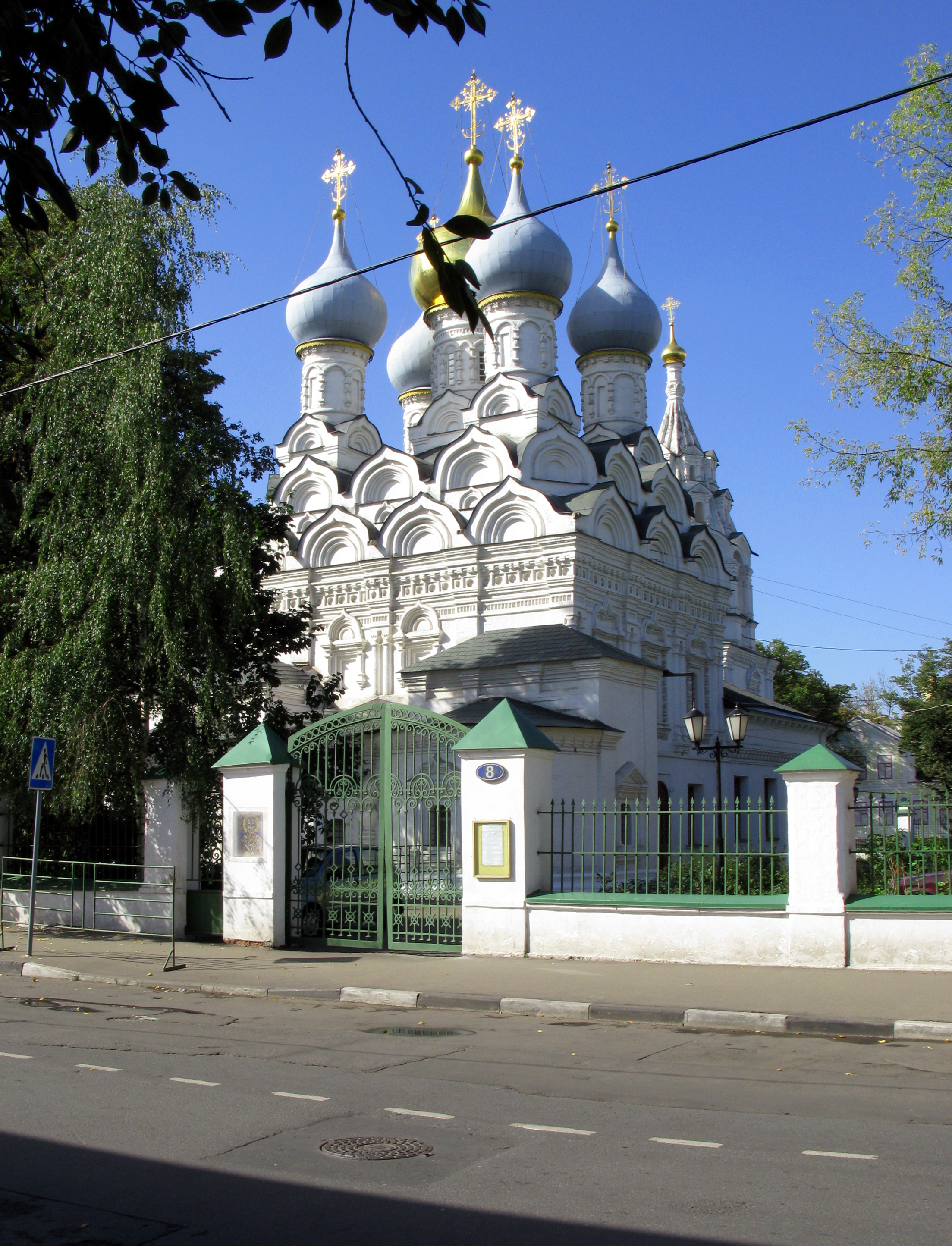
église Saint-Nicolas